# María la Baja
María la Baja är en ort i Colombia.   Den ligger i departementet Bolívar, i den norra delen av landet, 600 km norr om huvudstaden Bogotá. María la Baja ligger 15 meter över havet och antalet invånare är 23 401.
Terrängen runt María la Baja är platt. Runt María la Baja är det ganska tätbefolkat, med 62 invånare per kvadratkilometer. María la Baja är det största samhället i trakten. Omgivningarna runt María la Baja är en mosaik av jordbruksmark och naturlig växtlighet.